# Ceratina excavata
Ceratina excavata är en biart som beskrevs av Cockerell 1937. Ceratina excavata ingår i släktet märgbin, och familjen långtungebin. Inga underarter finns listade i Catalogue of Life.